# Jan Majewski (dyplomata)
Jan Kazimierz Majewski (ur. 1931 w Nowym Puznowie, zm. 25 grudnia 2024) – polski urzędnik, dyplomata, pułkownik SZ PRL; ambasador PRL w Tajlandii (1979–1983), wiceminister spraw zagranicznych (1985–1992).

## Życiorys
Ukończył studia w Szkole Głównej Służby Zagranicznej, na Wydziale Prawa Uniwersytetu Warszawskiego i w Wojskowej Akademii Politycznej w Warszawie. Doktor habilitowany prawa międzynarodowego. W latach 1952–1969 żołnierz wywiadu Sztabu Generalnego Wojska Polskiego – Zarządu II Sztabu Generalnego Wojska Polskiego. Dosłużył do stopnia pułkownika. Do 1971 pracował pod przykryciem w Polskim Instytucie Spraw Międzynarodowych. Następnie rozpoczął pracę w Ministerstwie Spraw Zagranicznych (MSZ). Wypełniał zadania operacyjne na placówkach w Londynie, Nowym Delhi. Był Ambasadorem PRL w Tajlandii (1979–1983). Po powrocie został Dyrektorem Departamentu II (azjatyckiego) MSZ (nadal będąc żołnierzem wywiadu). Od 7 lutego 1985 do 21 sierpnia 1992 podsekretarz stanu w MSZ, a od 1992 do 1995 Chargé d’affaires w Ambasadzie RP w Islamabadzie. W 1995 zakończył pracę w MSZ. 
Miał synów. Pochowany na starym cmentarzu na Służewie w Warszawie. 

## Odznaczenia
- Złoty Krzyż Zasługi[1]
- Krzyż Kawalerski Orderu Odrodzenia Polski[1]
- Krzyż Oficerski Orderu Odrodzenia Polski[1]
- Krzyż Komandorski Orderu Odrodzenia Polski[1]

## Publikacje
Opublikował 47 prac naukowych, w tym 6 książkowych z dziedziny międzynarodowego prawa publicznego i państwowego, m.in.:
- Polonia w Stanach Zjednoczonych: organizacje, udział w życiu politycznym, Warszawa: Polski Instytut Spraw Międzynarodowych, 1970.
- Apostołowie z Pentagonu, Warszawa: Wydawnictwo Ministerstwa Obrony Narodowej, 1971.
- Użycie sił zbrojnych USA: teoria – praktyka. Użycie sił zbrojnych USA w świetle Konstytucji i praktyki międzynarodowej, Warszawa: Wydawnictwo Ministerstwa Obrony Narodowej, 1972.